# Colchicum szovitsii
Colchicum szovitsii är en tidlöseväxtart som beskrevs av Friedrich Ernst Ludwig von Fischer och Carl Anton von Meyer. Colchicum szovitsii ingår i släktet tidlösor, och familjen tidlöseväxter.
Colchicum szovitsii växer naturligt från östra Bulgarien till nordvästra Jordanien och Iran.

## Underarter
Arten delas in i följande underarter:
- C. s. brachyphyllum
- C. s. szovitsii

## Bilder

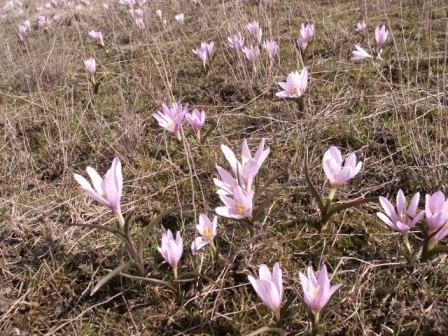
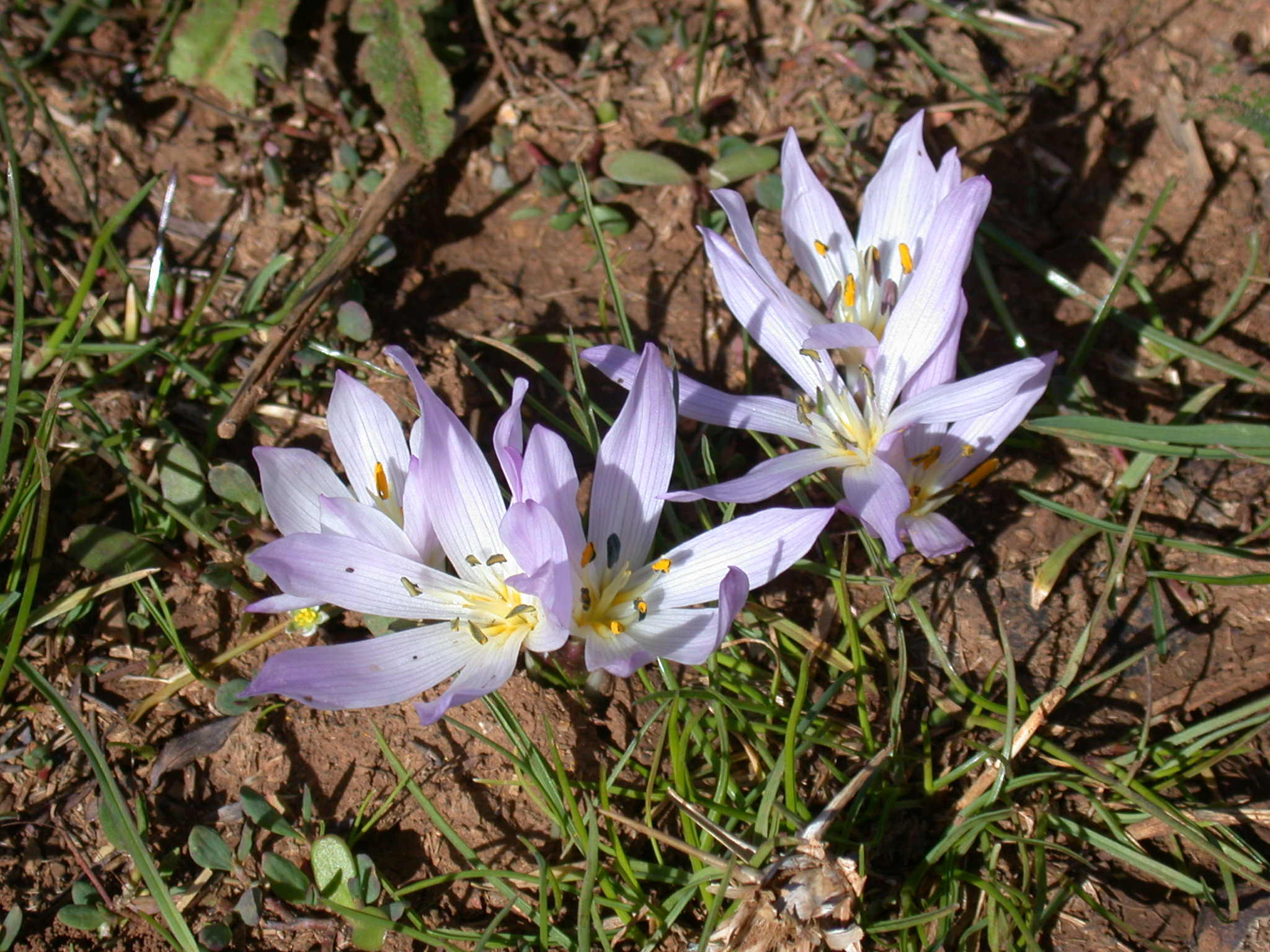
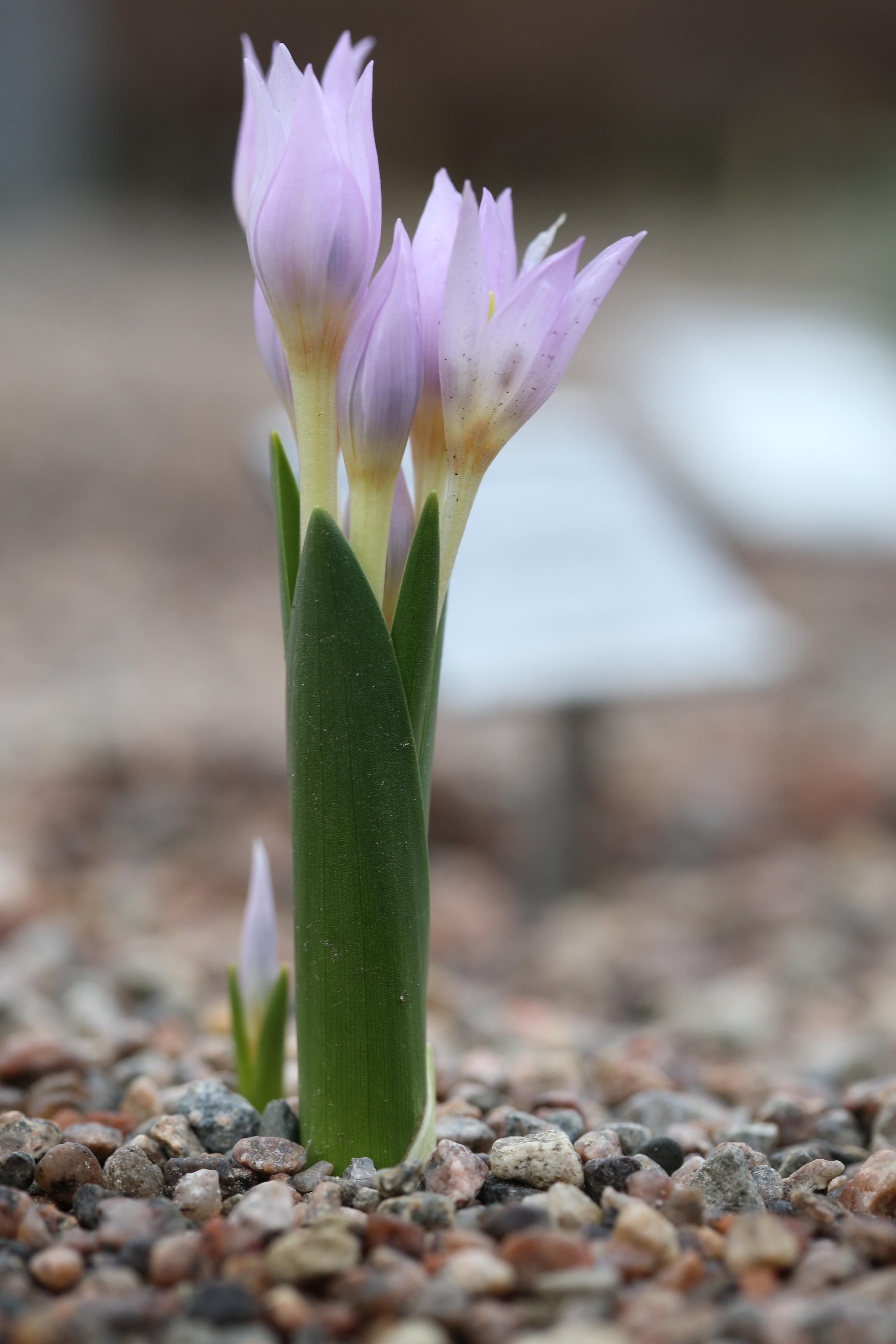